# ウォルター・デ・マリア

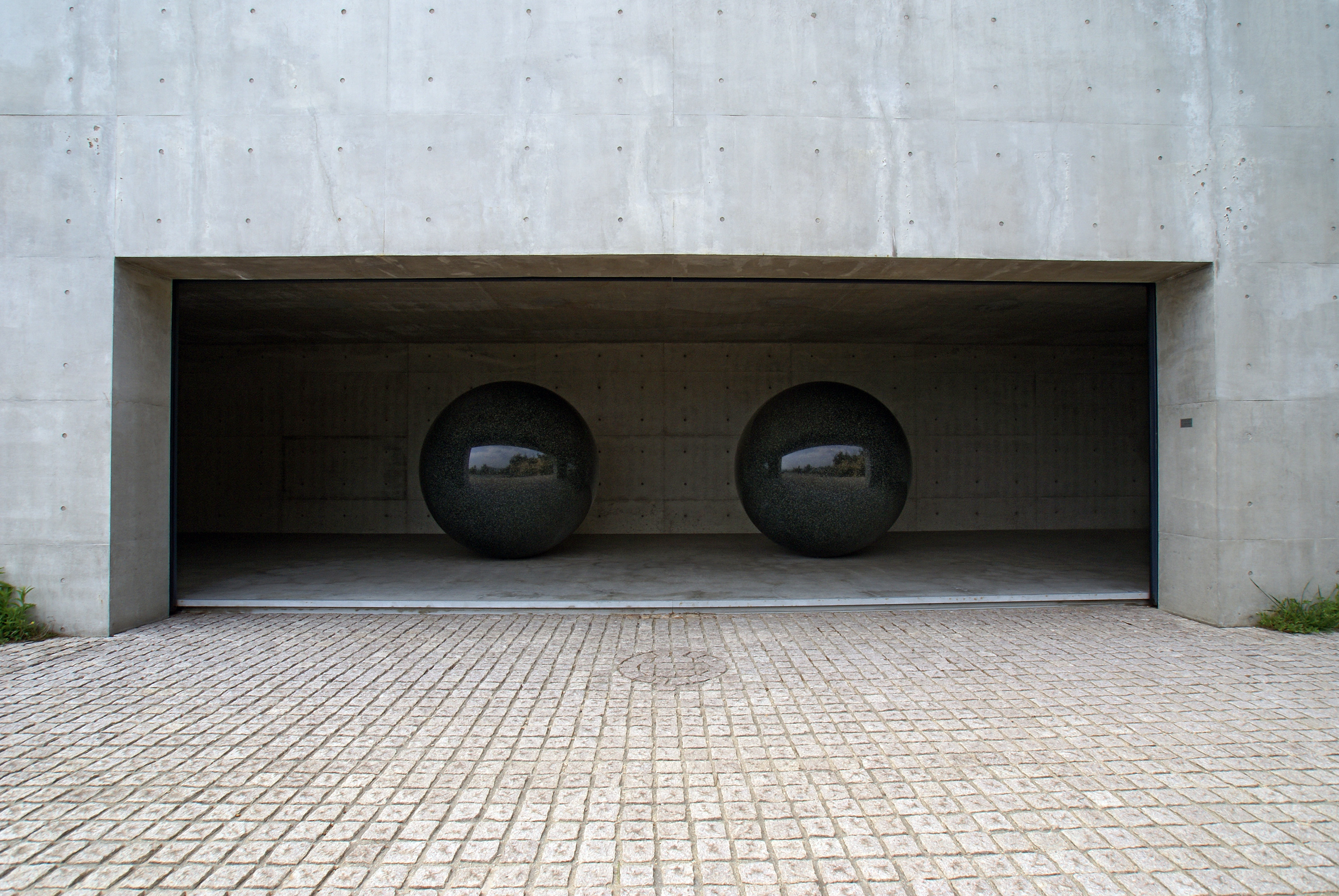
『Seen/Unseen Known/Unknown』　香川県直島町、ベネッセハウス

ウォルター・デ・マリア (Walter De Maria、1935年10月1日 - 2013年7月25日）は、アメリカ合衆国の彫刻家・音楽家。インスタレーション作品などを多数制作・設置している。

## 人物
アメリカ合衆国カリフォルニア州オールバニ生まれ。
デ・マリアは1953年から1959年までカリフォルニア大学バークレー校で歴史学と美術を学んだ。1960年にニューヨークに移り制作活動を始め、初期はダダなどの美術運動に影響された彫刻を作った。こうした影響により、簡素な幾何学的形状や、ステンレスやアルミニウムといった大量生産で作られた素材など、後にミニマル・アートの特徴となるものをデ・マリアは使うようになる。
1960年代半ば以降、デ・マリアは様々な芸術活動に関与する。彼はハプニングに参加し、二つのミュージカルを作曲し（『Cricket Music』1964年、『Ocean Music』1968年）、二つの映画を撮った（『Three Circles and Two Lines in the Desert』、『Hardcore』、いずれも1969年）。また、デ・マリアはニューヨークのロックバンド「ザ・プリミティヴス」（The Primitives）や、ヴェルヴェット・アンダーグラウンドの先駆者となった美術家と音楽家によるグループ「ザ・ドラッズ」（The Druds）のドラマーとなった。

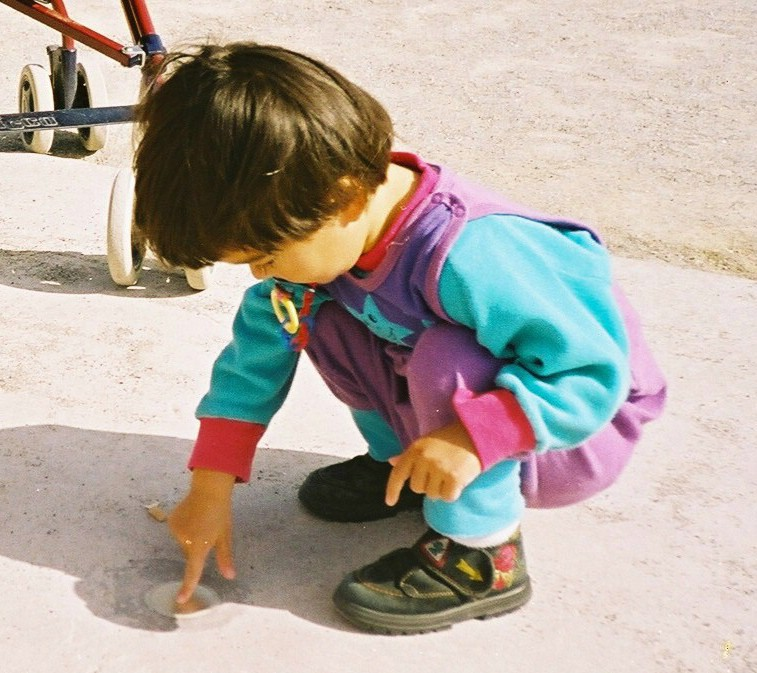
1977年にカッセルでのドクメンタにて発表され恒久展示されている『Vertical Earth Kilometer』。1997年撮影。地表には直径5センチほどの真鍮の棒の端だけが露出しているが、この棒は地底1キロメートルまで垂直に伸びている

1968年よりデ・マリアは『Erdraum』などミニマルな彫刻やインスタレーションを制作するようになった。また同じく1968年にモハーヴェ砂漠で制作した1マイルの長さの平行線を描き続ける作品『マイル・ロング・ドローイング』（Mile Long Parallel Walls In The Desert）など、アメリカ南西部の砂漠でランド・アートのプロジェクトを実行するようになる。彼はこうした砂漠で、風景と自然、光と天候が、猛烈な物理的精神的体験となるような状況を作ろうとしてきた。1977年にニューメキシコ州カトロン郡の砂漠の只中に作った『ライトニング・フィールド』（『稲妻の平原』）は、デ・マリアの代表作でありランド・アートの代表作でもある。1マイル×1kmの範囲に400本のステンレス製のポールを220フィート間隔で格子状に建てた作品は、見に行った日や天候で状況が変わる。この砂漠では雷が多発するため、ポールに落雷する際の光や轟音を観覧者は体験することになる。
日本では香川県の地中美術館に大規模なインスタレーションが常設されている。
2013年7月25日、ロサンゼルスで死去。77歳没。脳卒中の治療中であった。

### ライトニング・フィールド
- Official website
- Photo at usc.edu
- A Pilgrimage to The Lightning Field by Todd Gibson
- Art critic Tyler Green visits Lightning Field